# Ʌ̌
Cette page contient des caractères spéciaux ou non latins. S’ils s’affichent mal (▯, ?, etc.), consultez la page d’aide Unicode.
Ʌ̌ (minuscule : ʌ̌), appelé V culbuté caron, est un graphème utilisé dans l’écriture de certaines africaines comme le themne. Il s’agit de la lettre V culbuté diacritée d’un caron.

## Utilisation
Le ‹ Ʌ̌, ʌ̌ › est généralement utilisé pour représenter la même voyelle que ‹ Ʌ, ʌ › mais le caron indique le ton descendant.
En themne, ‹ Ʌ̌, ʌ̌ › peut être utilisé lorsque les tons sont indiqués, mais il ne le sont habituellement pas.

## Représentations informatiques
Le V culbuté caron peut être représenté avec les caractères Unicode suivants :
- décomposé (latin étendu B, alphabet phonétique international, diacritiques) :

| formes    | représentations | chaînes de caractères | points de code | descriptions                                        |
| --------- | --------------- | --------------------- | -------------- | --------------------------------------------------- |
| capitale  | Ʌ̌               | Ʌ◌̌                    | U+0245 U+030C  | lettre majuscule latine v culbuté diacritique caron |
| minuscule | ʌ̌               | ʌ◌̌                    | U+028C U+030C  | lettre minuscule latine v culbuté diacritique caron |

## Sources
- Rhonda L. Hartell, « Themne, Sierra Leone », Alphabets of Africa, 1993.